# Sara Troost
Sara Ploos van Amstel-Troost (gedoopt Amsterdam 31 januari 1732 – Amsterdam, 17 oktober 1803) was een Nederlands schilder en tekenaar.

## Leven en werk
Troost was een dochter van de schilder Cornelis Troost  (1696-1750) en toneelspeelster Susanna Maria van der Duyn (1698-1780). Ze groeide op in een artistiek milieu, haar moeder was een stiefdochter van de schilder Louis Chalon, en kreeg haar opleiding van haar vader.
Ze schilderde veelal genrevoorstellingen en portretten. Haar portretten werden door kunstenaars als Jacob Houbraken en Reinier Vinkeles gebruikt om gravures van te maken. Troost was ook kopiist, ze kopieerde werk van onder anderen Pieter de Hooch en Jacob Ochtervelt en haar vader, waaronder diens NELRI-serie die is opgenomen in de collectie van het Mauritshuis.
Troost was achttien toen haar vader overleed. Met haar schilderwerk en geld dat ze verdiende met voorlezen van oudere dames kon ze bijdragen aan het onderhoud van het gezin. Troost gaf ook teken- en schilderles, onder anderen aan haar nichtje Christina Chalon. De Franse poëet Antoine-Marin Lemierre wijdde in 1770 een gedicht aan Troost en haar vaardigheid de schilderkunst uit te leggen. Kunsthistorici Roeland van Eijnden en Adriaan van Willigen schreven in hun Geschiedenis der Vaderlandsche Schilderkunst (1818, 1820) dat zij "eene zeer verdienstelijke kunstenaresse" was die "zeer goede kweekelingen" vormde.
De schilderes wees huwelijksaanzoeken af, omdat ze zich verantwoordelijk voelde voor de zorg voor haar moeder. Op 46-jarige leeftijd trouwde ze alsnog, met de arts en lettergieter Jacob Ploos van Amstel (1735-1784), broer van haar zwager Cornelis Ploos van Amstel. Troost zette de lettergieterij na het overlijden van haar man voort, tot ze deze in 1799 verkocht aan de familie Enschedé. Bij haar overlijden vier jaar later, op 71-jarige leeftijd, liet ze onder meer 45000 gulden in contanten na. Ze werd begraven op het kerkhof van de Waalse Kerk.

## Afbeeldingen

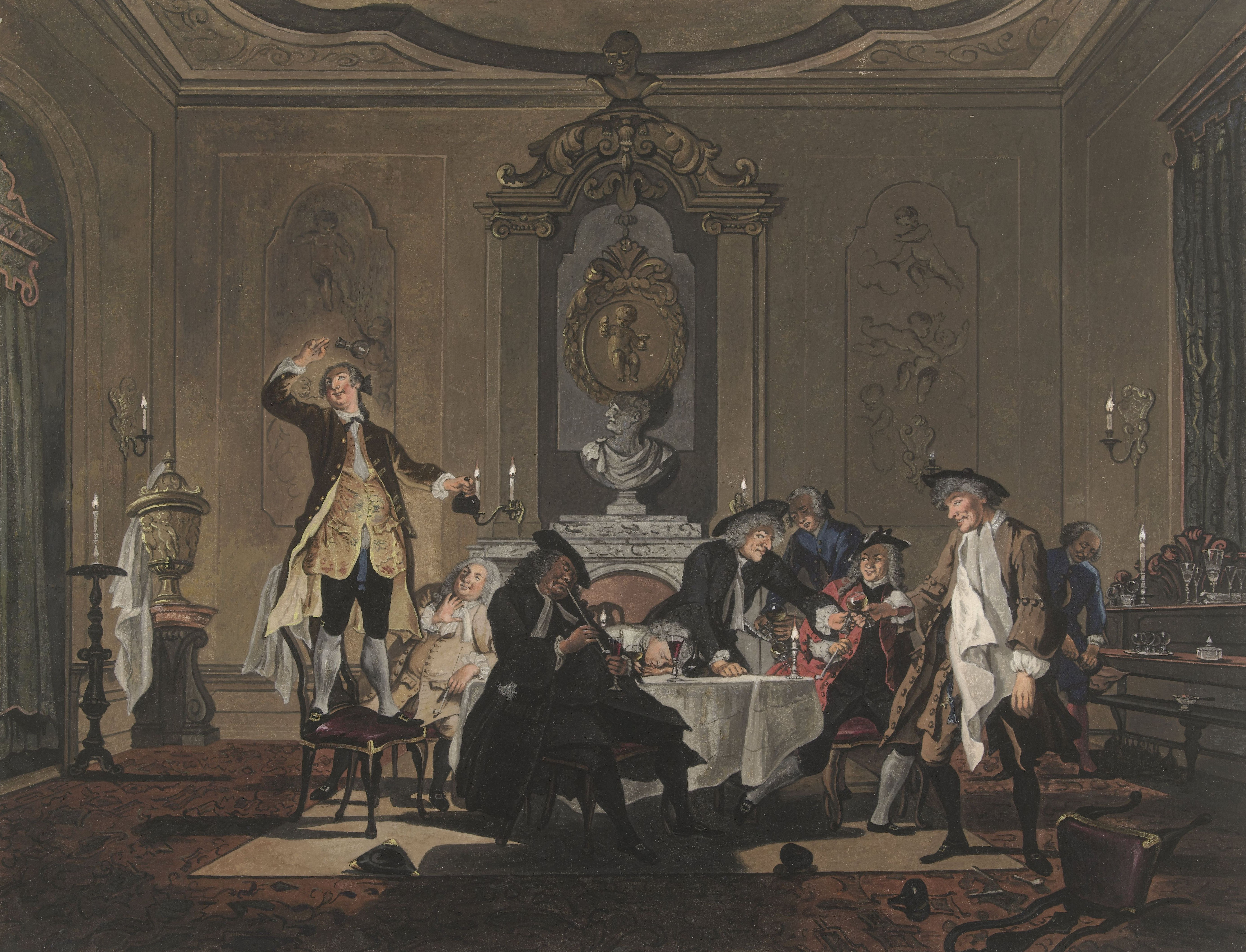
Het werd rumoerig in huis (1769), naar een werk van Cornelis Troost
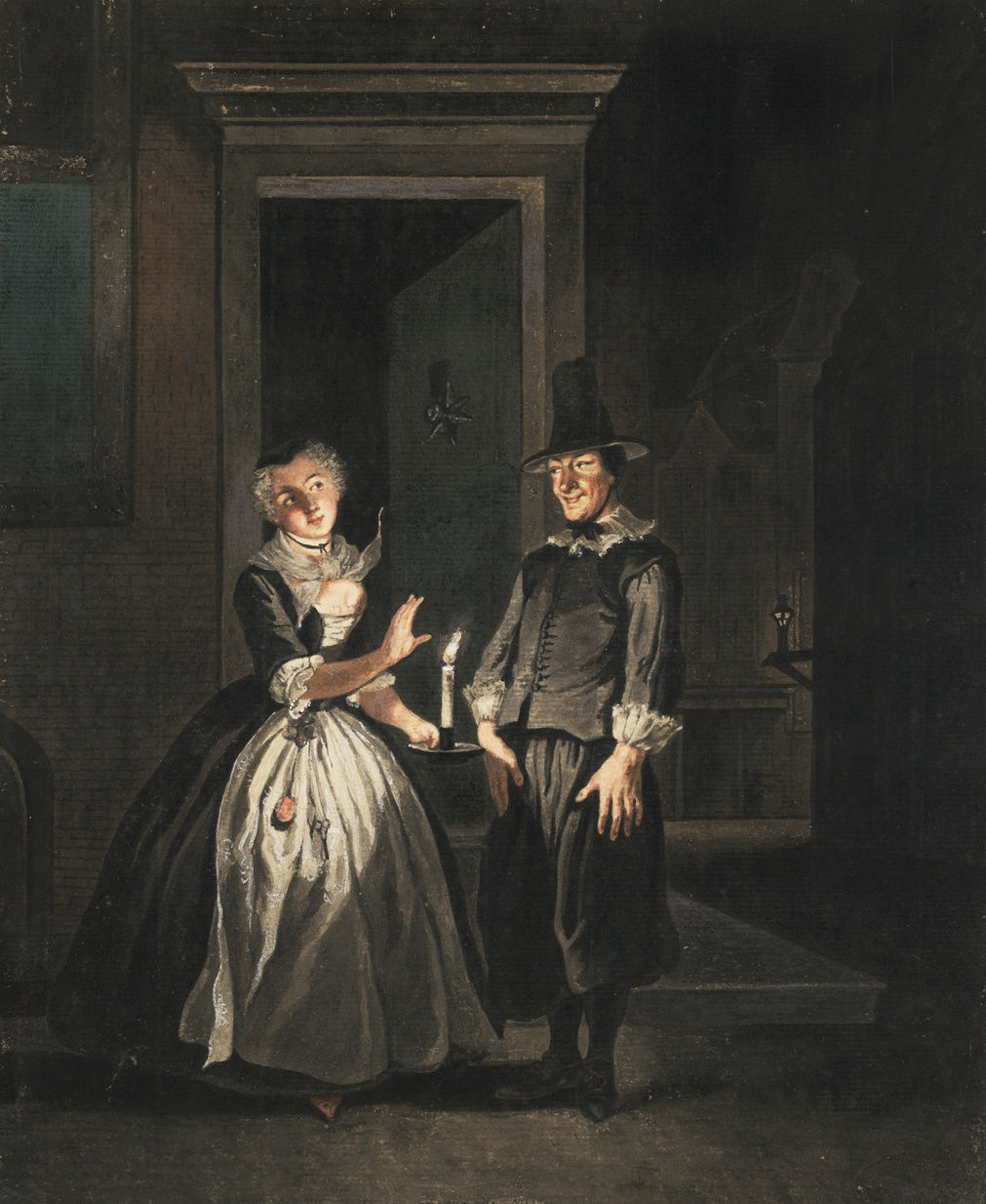
De liefdesverklaring van Reinier Andriaansz aan Saartje Jans (1803)

## Werk in openbare collecties (selectie)
- Atlas Van Stolk
- Amsterdam Museum
- Rijksmuseum Amsterdam
- Teylers Museum